# Julián Besteiro
Julián Besteiro Fernández (født 21. september 1870, død 27. september 1940) var en spansk socialistisk politiker og universitetsprofessor.

## Biografi
Besteiro blev født i Madrid og blev uddannet på Libre de Enseñanza og studerede senere filosofi på Universidad Complutense de Madrid, samt Paris Universitetet og ved universiteterne i München, Berlin og Leipzig i 1909 og 1910. I 1908 blev han medlem i Partido Republicano Radical – det radikale republikaner parti, som var grundlagt af Alejandro Lerroux.
I 1912 blev han medlem af Agrupación Socialista Madrileña (den madridske socialist cirkel), og samme år blev han tilbudt en stilling ved Universidad Complutense de Madrid. Kort tid efter blev Besteiro medlem af Unión General de Trabajadores-fagforeningen (UGT) og Partido Socialista Obrero Español (PSOE) – det spanske arbejdersocialist parti.
I 1913 giftede han sig med Dolores Cebrián, en fysik- og naturvidenskabsprofessor ved lærerskolen i Toledo.
Efter generalstrejken i 1917 blev han kendt skyldig for at have været et medlem af strejkekomitéen og dømt til livsstraf. Besteiro blev så valgt til medlem af Madrids byråd, efter han blev frikendt ved en amnesti-kampagne. Det følgende år blev han valgt til at repræsentere Madrid i Cortes Generales – det spanske parlamentet.
Under Miguel Primo de Riveras diktatur var han kendt for at samarbejde med diktatoren, som havde tilbudt UGT deltagelse i styringen af landet. Til en vis grad blev dette en succes i midten af 1920'erne, men dele af PSOE gik imod ham, og Primo de Rivera-regimet blev endda mere upopulært efter det økonomiske sammenbrud som resultat af Depressionen. I midten af 1930'erne stod Besteiro alene med sit ønske om at samarbejde med regimet. Han var også imod UGTs deltagelse i 5. december 1930-generalstrejken. På et samlemøde i 1931 for både UGT og PSOE gik han af som præsident for både partiet og fagforeningen.
Efter den anden spanske republik blev Besteiro valgt som talsmand for Cortes Generales. I hans periode som præsident virkede det, som om han blev mere politisk konservativ. I januar 1934 gik han af som UGTs præsident. Siden han var imod den øgede radikaliseringen af den spanske socialistiske bevægelse, støttede han ikke socialisternes deltagelse i de voldelige optøjer, som fandt sted i Asturien oktober 1934. I februar 1936 var han den kandidat som fik flest stemmer i Madrid i Frente Popular (dansk: folkefront) valget .

### Den spanske borgerkrig
Da borgerkrigen brød ud, fortsatte Besteiro med sit job på universitetet og med sine pligter som parlamentsmedlem og byrådsrepræsentant for Madrid. Dette var til trods for, at hans venner prøvede at overtale ham til at forlade Madrid for at søge eksil.
Den spanske republikkens præsident, Manuel Azaña, valgte Besteiro som repræsentant til den nye britiske monarken Georg 6. kroning i London 12. maj 1937. Besteiro så på dette som en fredsmission, og i London mødte han Sir Anthony Eden, men mødet fik ingen mærkbare resultater. Efter hans mislykkedes London-tur drog han tilbage for at arbejde for Madrids byråd og trak sig tilbage fra sit offentlige liv. Han endte sin deltagelse i Agrupación Socialista Madrileña og på parlamentsgruppemøderne.
Med nyheden om Barcelonas fald 26. januar 1939 og Azañas afgang som republikkens præsident bestemte Besteiro sig for at prøve og finde en måde, hvorved der kunne opnås fred på og at stoppe modstanden. Han kontaktede oberst Segismundo Casado og erklærede 5. marts oprettelsen af en national forsvarsjunta (Junta de Defensa Nacional). Dette førte til at omtrent 2000 mennesker blev dræbt i oprøret mod Juan Negríns regering og dens kommunistparti-allierede.
Efter Madrids fald til nationalisterne 28. marts 1939 blev Besteiro arresteret af Francos styrker. 8. juli blev han dømt af en krigsretsdomstol til 30 års fængsel. Han blev først sendt til Monasterio de Dueñas, hvor han blev til slutningen af august 1939, og så til fængslet i Carmona, hvor han døde det efterfølgende år.